# 미사와 게이이치
미사와 게이이치(일본어: 三澤 慶一, 1988년 6월 11일 ~ )는 일본의 전 축구 선수이다.

## 구단 경력
과거 비셀 고베, 더스파 구사쓰에서 활동하였다.